# 天鵝座X (恆星複合體)

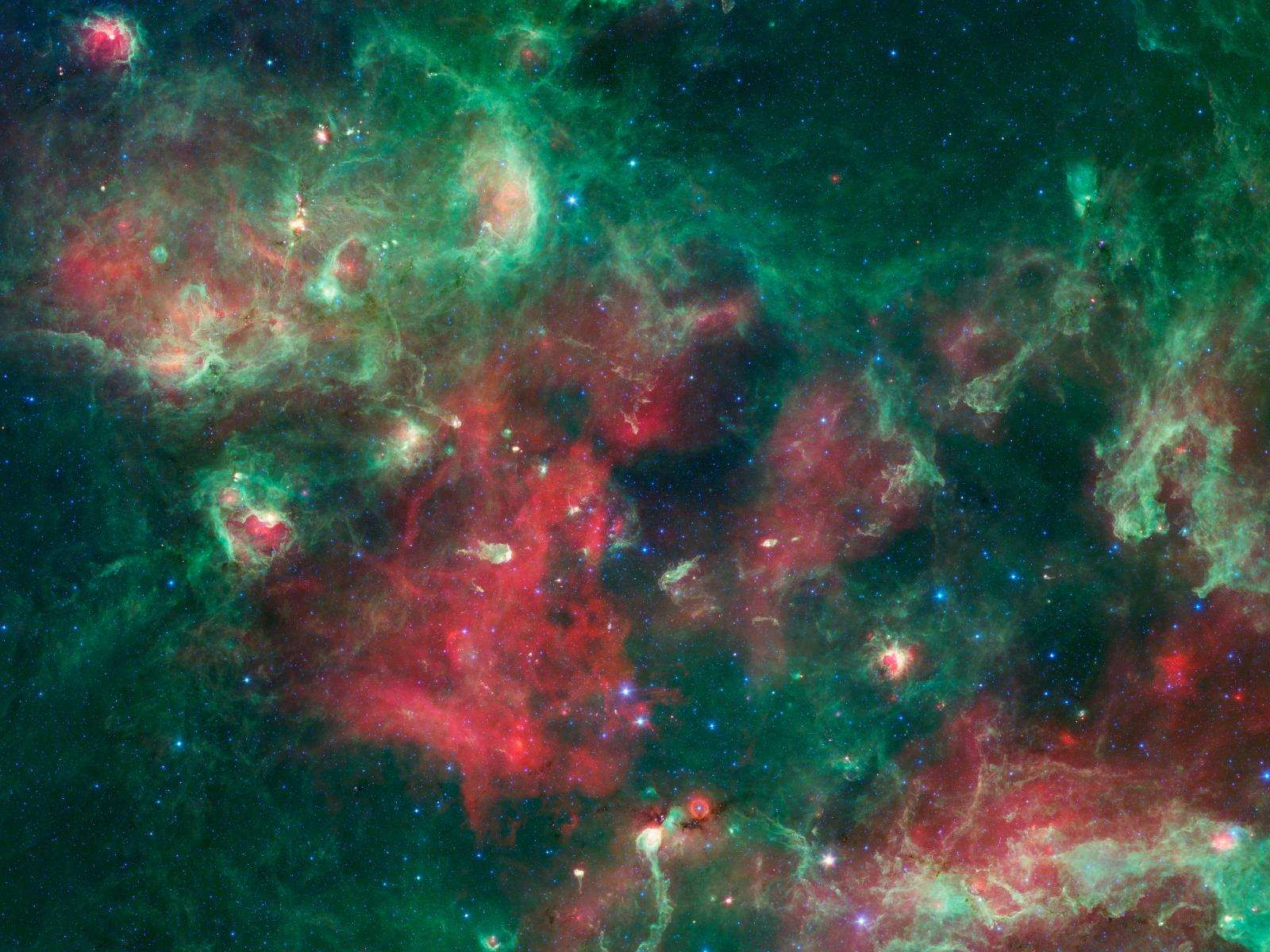
史匹哲太空望遠鏡拍攝的天鹅座X。

天鵝座X  是位於天鵝座，距離太陽1,400秒差距 （4,600光年）的一個巨大的恆星形成區。
由於它位於天鵝座裂縫的後方，來自它的光線受到銀河系的星際塵埃嚴重吸收，因此得在電磁頻譜的其它波長，特別是紅外線，才能好好地進行研究。

## 物理性質
使用史匹哲太空望遠鏡觀測所做的研究表明，天鹅座X的大小為200秒差距，包含為數眾多的大質量原恆星以及所知最大的星協（天鵝座OB2，有多達2,600顆光譜類型為O或B的恆星，在2,000秒差距的半徑內，質量高達1055太陽質量)。
它還與質量為300萬太陽質量，已知最大的分子雲之一有關。它的恆星群包括大量的早期型恆星以及演化中的大質量恆星，例如亮藍變星、沃夫–瑞葉星和光譜為O型和B型的超巨星。
正在進行的研究表明，天鵝座X包括兩個星協：天鵝座OB2和天鵝座OB9，以及額外的早期型恆星，BD+40°4210，以及眾多光譜類型O和B的超巨星。BD+40°4210是一顆藍超巨星，並且是亮藍變星的候選者，是這個星協中最亮的天體之一。同一項研究還表明，恆星的形成在那裡發生至今至少持續了10,000年。